# Lost in the Dream
| Recensione     | Giudizio |
| -------------- | -------- |
| AllMusic       |          |
| Pitchfork      |          |
| Ondarock       |          |
| Piero Scaruffi |          |

Lost in the Dream è il terzo album discografico in studio del gruppo musicale statunitense The War on Drugs, pubblicato nel 2014.

## Tracce
1. Under the Pressure – 8:51
2. Red Eyes – 4:58
3. Suffering – 6:00
4. An Ocean in Between the Waves – 7:11
5. Disappearing – 6:49
6. Eyes to the Wind – 5:55
7. The Haunting Idle – 3:08
8. Burning – 5:46
9. Lost in the Dream – 4:08
10. In Reverse – 7:41